# Fiat 127 D
La FIAT 127 D, ovvero la Fiat 127 in versione diesel, fu la prima autovettura utilitaria ad adottare un motore diesel di soli 1301 cm³, il più piccolo diesel al mondo.

## Il contesto
Nel 1980 la Fiat stava pianificando l'introduzione sul mercato di un motore diesel di piccola cilindrata in grado di tener testa ai motori a benzina delle utilitarie concorrenti e soprattutto limitare i consumi e i costi di mantenimento (che in quegli anni per le autovetture diesel erano aggravati dall'imposizione del superbollo).
Il più piccolo diesel allora in commercio era quello della Volkswagen Golf D, di 1500 cm³ e 50 CV che su questa vettura, non leggerissima, era molto lento e abbastanza assetato.
Il nuovo motore diesel Fiat fu assemblato dal blocco del nuovo 1050 cm³ brasiliano progettato dall'ingegner Aurelio Lampredi e già montato con successo sulle Fiat 127 1050 CL e Ritmo 1050 L. Infatti tale motore erogava una potenza massima di 50 CV (sulle 127 CL) e 60 CV (sulle Ritmo L) rendendo queste vetture molto più briose rispetto ai vecchi 903 cm³ delle 127 prime serie e il 1116 cm³ della Fiat 128 montato anche sulle Ritmo CL.
Il nuovo motore venne sperimentato sulla Fiat 147 L, versione più robusta della 127 prodotta in Brasile, la cui scocca era adatta a sopportarne le vibrazioni.
L'architettura del 1 300 D era ad iniezione indiretta con precamera di combustione, il tempo di preriscaldamento delle candelette di accensione era di circa 20 secondi.
Tecnicamente, il motore della 127 D era un 4 cilindri in linea di 1300 cm³ erogante 45 CV (quindi come il corrispondente 903 cm³ di pari potenza), rapporto di compressione di 20:1 e coppia motrice massima di 76 nm a 3000 giri. L'autovettura raggiungeva una velocità massima di quasi 130 km/h, di poco inferiore alla 127 900 cm³ (135 km/h) e percorrenze di oltre 20 km/l a 90 km/h (che tuttavia alla velocità autostradale di 120 km/h scendevano sensibilmente).
Il corpo vettura era quello della 147 L con frontale e interni migliorati (ma sempre spartani com'era nella filosofia economica della vettura). Gli pneumatici erano maggiorati rispetto alla 900 berlina, con conseguente aumento del peso complessivo della vettura. Da segnalare la soluzione adottata per proteggere la coppa olio e la presenza di uno spoiler anteriore che migliorava la ventilazione del motore.
In poco tempo la 127 D divenne la seconda vettura diesel più venduta, subito dopo la Ritmo D e con un ampio distacco sulla Golf D, grazie soprattutto al suo prezzo accessibile (era la Diesel più a buon mercato) e al suo bassissimo costo di gestione.
Nel 1983 la 127 D subì un importante restyling (come tutta la gamma delle Fiat 127 brasiliane) per tenere il passo con la concorrenza, adottando il nuovo logo con le 5 barrette inclinate Fiat, e il suo motore fu montato anche sulle Uno D.
La nuova 127 D fu migliorata nelle finiture e resa meno spartana, migliorando l'insonorizzazione (alquanto scadente sul modello precedente). Gli interni erano quelli della 127 III serie, esternamente si notano gruppi ottici anteriori e posteriori di nuovo disegno, fiancate più pulite e nuovi fascioni paraurti più avvolgenti. Meccanicamente invariata, se si eccettua l'introduzione del servofreno di serie su tutte le versioni e della 5ª marcia e sulle versioni Panorama, fu venduta in unico allestimento.
La produzione cessa nel 1987 assieme alle altre 127, ma il suo propulsore ha continuato ad essere utilizzato sulla Uno D e sulla Panda D (introdotte per sostituirla).